# Michael Laux
Michael Laux (* 6. Februar 1952 in Merzig; † 18. Dezember 2019 in Völklingen) war ein deutscher Filmemacher.

## Leben
Laux wuchs als einer von drei Brüdern in Schwemlingen auf. Er studierte Germanistik und Theaterwissenschaften in Trier und Berlin und machte sich ab 1974 einen Namen als unabhängiger Filmemacher. Sein bekanntester und erfolgreichster Film, bei dem er 1984 als Drehbuchautor und Regisseur fungierte, ist „Richy Guitar“ mit der Urbesetzung der Berliner Punkrock-Band „Die Ärzte“.
Im Jahr 2011 verließ Laux seine Wahlheimat Berlin und zog zurück in sein Elternhaus im Saarland. In Kooperation mit dem Glashaus Dreisbach gründete er eine Theatergruppe, für die er das Stück Der letzte Schrei von Paris verfasste. Für die Regie zeigte er sich ebenfalls verantwortlich. Das grotesk-humorvolle Stück, das zur Zeit der französischen Revolution spielt, sich aber bewusst zahlreicher Anachronismen und historischer Crossovers bedient, wurde im Sommer 2019 uraufgeführt. Laux war zudem als bildender Künstler sowie Sammler von Kunst tätig. Er hatte eine in Berlin geborene Tochter, Kaya Michaela Müssig.

## Filmografie
- 1980: Das Traumhaus (Regie-Assistenz)
- 1982: Jetzt und Alles  (Regie-Assistenz)
- 1983: ERICH (Regie, Buch, Produktion)
- 1985: Richy Guitar (Regie, Drehbuch, Produktion)
- 1986: Privatvorstellung (Regie, Buch, Produktion)
- 1989: Jenseits von Blau (Drehbuch)
- 1995: Auf und davon – Kreuzfeuer – Tod im Netz (TV-Drehbücher)